# Osborne County
Osborne County ist ein County im Bundesstaat Kansas der Vereinigten Staaten. Das U.S. Census Bureau hat bei der Volkszählung 2020 eine Einwohnerzahl von 3500 ermittelt.
Der Verwaltungssitz (County Seat) ist Osborne. Das County gehört zu den Dry Countys, was bedeutet, dass der Verkauf von Alkohol eingeschränkt oder verboten ist.

## Geographie
Das County liegt im Norden von Kansas, ist etwa 45 km von Nebraska entfernt und hat eine Fläche von 2316 Quadratkilometern, wovon fünf Quadratkilometer Wasserfläche sind. Es grenzt im Uhrzeigersinn an folgende Countys: Smith County, Jewell County, Mitchell County, Lincoln County, Russell County, Ellis County und Rooks County.
Osborne County ist das geographische Zentrum der 48 zusammenhängenden Bundesstaaten der USA. Es ist folglich sowohl vom Pazifik zum Atlantik als auch von der Nordgrenze zur Südgrenze des Landes gleichermaßen weit entfernt.

## Geschichte
Osborne County wurde am 26. Februar 1867 gebildet. Benannt wurde es nach Vincent B. Osborne, einem Offizier im Amerikanischen Bürgerkrieg.
7 Bauwerke und Stätten des Countys sind im National Register of Historic Places eingetragen (Stand 30. August 2017).

## Demografische Daten

Alterspyramide des Osborne Countys (Stand: 2000)

Nach der Volkszählung im Jahr 2000 lebten im Osborne County 4452 Menschen in 1940 Haushalten und 1208 Familien im Osborne County. Die Bevölkerungsdichte betrug 2 Einwohner pro Quadratkilometer. Ethnisch betrachtet setzte sich die Bevölkerung zusammen aus 98,61 Prozent Weißen, 0,07 Prozent Afroamerikanern, 0,22 Prozent amerikanischen Ureinwohnern, 0,20 Prozent Asiaten, 0,02 Prozent Bewohnern aus dem pazifischen Inselraum und 0,07 Prozent aus anderen ethnischen Gruppen; 0,81 Prozent stammten von zwei oder mehr Ethnien ab. 0,38 Prozent der Bevölkerung waren spanischer oder lateinamerikanischer Abstammung.
Von den 1940 Haushalten hatten 25,9 Prozent Kinder unter 18 Jahren, die mit ihnen gemeinsam lebten. 54,5 Prozent waren verheiratete, zusammenlebende Paare, 5,2 Prozent waren allein erziehende Mütter und 37,7 Prozent waren keine Familien. 35,2 Prozent aller Haushalte waren Singlehaushalte und in 18,3 Prozent lebten Menschen mit 65 Jahren oder darüber. Die Durchschnittshaushaltsgröße betrug 2,23 und die durchschnittliche Familiengröße betrug 2,90 Personen.
23,8 Prozent der Bevölkerung waren unter 18 Jahre alt. 5,5 Prozent zwischen 18 und 24 Jahre, 22,3 Prozent zwischen 25 und 44 Jahre, 22,6 Prozent zwischen 45 und 64 Jahre und 25,7 Prozent waren 65 Jahre alt oder älter. Das Durchschnittsalter betrug 44 Jahre. Auf 100 weibliche Personen kamen 96,8 männliche Personen. Auf 100 erwachsene Frauen ab 18 Jahren kamen 92,6 Männer.
Das jährliche Durchschnittseinkommen eines Haushalts betrug 29.145 USD, das Durchschnittseinkommen einer Familie betrug 35.438 USD. Männer hatten ein Durchschnittseinkommen von 24.736 USD, Frauen 16.516 USD. Das Prokopfeinkommen betrug 16.236 USD.
7,2 Prozent der Familien und 10,4 Prozent der Bevölkerung lebten unterhalb der Armutsgrenze.

## Orte im County
- Alton
- Bloomington
- Cheyenne
- Corinth
- Covert
- Downs
- Forney
- Natoma
- Osborne
- Portis
- Vincent

Townships
- Bethany Township
- Bloom Township
- Corinth Township
- Covert Township
- Delhi Township
- Grant Township
- Hancock Township
- Hawkeye Township
- Independence Township
- Jackson Township
- Kill Creek Township
- Lawrence Township
- Liberty Township
- Mount Ayr Township
- Natoma Township
- Penn Township
- Ross Township
- Round Mound Township
- Sumner Township
- Tilden Township
- Valley Township
- Victor Township
- Winfield Township